# Kazuo Kubokawa
Kazuo Kubokawa (japanisch 窪川 一雄, * 1903; † 3. Januar 1943)  war ein japanischer Astronom und Entdecker eines Asteroiden.
Während Taiwan unter japanischer Herrschaft war, war er ab 1938 Präsident der Astronomical Association, Taiwan Branch. Er begann 1942 mit dem Bau des New High Mountain Observatory (新 高山 天文台), starb jedoch im darauffolgenden Jahr.
Nach ihm wurde der Asteroid (6140) Kubokawa benannt.

## Entdeckte Asteroiden
| Asteroid     | Asteroidentyp                              | Entdeckungsdatum                    | Provisorische Bezeichnung(en) |
| ------------ | ------------------------------------------ | ----------------------------------- | ----------------------------- |
| (1139) Atami | Innerer Asteroidengürtel (Marsbahnkreuzer) | 1. Dezember 1929 (mit Okuro Oikawa) | 1929 XE                       |